# 翻车鲀属
翻车鲀属（学名：Mola），或叫翻车鱼属，是翻车鲀科的一个属。这种鱼之所以长成截短的子弹状形状，是因为它们生来就有的背鳍永远不会再长。相反，随着生物的成熟，它会折叠成自身，形成一个圆形的舵，称为鸡眼。Mola在拉丁语中的意思是“磨石”，描述了翻车鱼有点圆形的形状。它们呈银色，皮肤质地粗糙。
翻车鲀是所有硬骨鱼中最重的，大型标本垂直可达4.3米，水平可达3米，重量超过2700公斤。鲨鱼和鳐鱼可能更重，但它们是软骨鱼。
翻车鲀分布于世界各地的温带和热带海洋。人们经常看到它们在水面附近晒太阳，当它们巨大的背鳍露出水面时，它们经常被误认为是鲨鱼。它们的牙齿融合成喙状结构，它们无法完全合上相对较小的嘴巴。
海洋翻车鲀可能会感染皮肤寄生虫，因此翻车鲀经常会邀请小鱼甚至鸟类来享用它们。翻车鲀甚至会在空中突破水面3米，试图撼动寄生虫。
它们是笨拙的游泳者，摇摆着巨大的背鳍和臀鳍来移动，并用他们的鸡眼转向。它们的食物主要是水母，不过它们也会吃小鱼和大量的浮游动物和藻类。它们对人无害，但好奇心很强，经常接近潜水员。
它们的种群被认为是易受伤害的，因为它们经常被漂浮的流刺网缠住，并且可能因误食塑料袋（长得类似于水母）等海洋垃圾而窒息而死。

## 种
该属目前有3个公认的物种：
- 拉氏翻車魨 Mola alexandrini (Giglioli, 1883)，又叫南方翻车鲀[7]
- 翻车鲀 Mola mola (Linnaeus, 1758)，又叫翻车鱼、曼波鱼
- 迷惑翻车鲀 Mola tecta Nyegaard, Sawai, Gemmell, Gillum, Loneragan, Yamanoue & Stewart, 2017，又叫骗子翻车鲀、隐秘翻车鲀[8]

归入本属的物种：
- Orthragoriscus nasus Ranzani
- Orthragus commersoni Rafinesque, 1810
- Pallasia pallasi Nardo, 1840
- Pedalion periridescens Wade, 1926